# Jethausen
Jethausen ist ein Stadtteil von Varel im Landkreis Friesland in Niedersachsen.

## Lage
Jethausen liegt südöstlich von Varel an der Kreisstraße K 108 von Varel nach Jaderberg. Im Norden liegt der Vareler Stadtteil Streek, im Osten von Jethausen befinden sich weite Felder, die bis an die rund einen Kilometer entfernte Jade heranreichen. Im Süden schließt sich der Stadtteil Hohelucht an und im Westen der Stadtteil Büppel.

## Geschichte
Jethausen wurde erstmals 1108 als „Gethusen“ in einer Urkunde erwähnt, in der der Oldenburger Graf Egilmar dem Kloster Iburg eine jährliche Rente von 90 Bund Aale versprach. Ein großer Teil davon sollte aus „Gethusen“ kommen, das zu dieser Zeit noch weit im Binnenland, aber näher an der damals noch breiteren Wapel lag. Durch die Marcellusflut von 1362 entstand der Jadebusen und die Ausläufer des Jadebusens reichten bis nahe an Jethausen heran. 1577 wurde ein Deich zwischen Jethausen und Hohenberge gezogen und die Jethauser Hausmänner konnten Teile des neu eingedeichten, fruchtbaren Marschlandes erwerben. Im Jahre 1800 wurden in Jethausen sieben Hausstellen gezählt, vier davon waren aus Meierhöfen hervorgegangen.
Jethausen war bis zum 30. Juni 1972 Teil der Gemeinde Varel-Land.